# The Ringer (Kurzfilm)
The Ringer ist ein US-amerikanischer Kurzfilm von Jeff Lieberman aus dem Jahr 1972. Der Film stellt eine Parodie und Kritik auf die Werbeindustrie dar.

## Handlung
Zu Beginn werden zwei Jugendliche gezeigt, die sich Heroin spritzen wollen. Dabei verfehlen sie jedoch die Vene.
Nun folgen drei Handlungsstränge. Eine Werbeagentur versucht den Ringer, eine Art Nasenring, mit Hilfe eines Werbespots zu vermarkten. Daneben nimmt die Band Leo, Hoak & Persol ihr Debütalbum auf. Die Marketingfirma der Plattenfirma wünscht sich ein fannahes Marketing. Eine Gruppe von Drogendealern möchte dagegen ihre neue möglichst hippe Droge in Tablettenform unters Volk bringen. Dies läuft alles zusammen in einer Marketingkampagne: einer der Musiker tritt in einer Talkshow mit einem flotten Werbespruch für den Nasenring auf und Jugendliche nehmen bei einer Listening-Session zum Album die neue Modedroge zu sich.
Es werden nun die beiden Jugendlichen vom Anfang gezeigt. Während sie sich erneut versuchen den Schuss zu setzen, reißt das Mädchen den Kopf in Richtung Kamera und zeigt mit irrem Blick ihren Ringer. Man hört das diabolische Lachen der Werbeabteilung aus dem Off.

## Hintergrund
The Ringer ist ein von Pepsi gesponsorter Anti-Drogen-Film, der sich an Schulklassen in den Vereinigten Staaten wenden sollte. Er entstand auf einem der ersten Höhepunkte der Drogenhysterie in den Vereinigten Staaten, als LSD und auch später Heroinunter Jugendlichen populär wurde. Tatsächlich ist der Film jedoch eher eine Ansage gegen das Marketing an sich. Lieberman konnte dies seiner Produktionsfirma King Features als Analogie verkaufen. Auf Grund des Protestes verschiedener Schüler, die am Ende, als das Pepsi-Logo erschien, anfingen zu buhen, ließ Pepsi sich aus dem Abspann herausschneiden.
Der Film wurde später der Blue Sunshine-DVD-Veröffentlichung als Extra beigefügt.